# 73식 어뢰
73식 어뢰는 일본에서 개발된 어뢰이다. 해상자위대에서 사용한다. 제조원은 미츠비시 중공업이다.
호위함 및 항공기에 탑재되는 대잠수함용 유도 어뢰이며, 호위함에 장착할 때는 아스록 대잠 미사일에 탑재된다. 1973년 제식화되었으며, 미국의 Mk44 어뢰와 동급의 어뢰로, 해수 전지를 이용한 전기 추진이 이루어진다.

## 참고 자료
- 自衛隊装備年鑑 2006-2007 朝雲新聞社 ISBN 4-7509-1027-9
- 世界の傑作機 139「新明和 PS-1」 文林堂 ISBN 978-4-89319-188-5